# 1936 год в кино

## Фильмы

### Мировое кино
- «Атака лёгкой кавалерии»/The Charge of the Light Brigade, США (реж. Майкл Кёртис)
- «Великий Зигфелд»/The Great Ziegfeld, США (реж. Роберт З. Леонард)
- «Гионские сёстры»/祇園の姉妹, Япония (реж. Кэндзи Мидзогути)
- «Дама с камелиями»/Camille, США (реж. Джордж Кьюкор)
- «Додсворт»/Dodsworth, США (реж. Уильям Уайлер)
- «Единственный сын»/ひとり息子, Япония (реж. Ясудзиро Одзу)
- «Жена против секретарши»/Wife vs. Secretary, США (реж. Кларенс Браун)
- «Как вам это понравится»/ As You Like It, Великобритания (реж. Поль Циннер)
- «Косяковое безумие»/Reefer Madness, США (реж. Ганье Луи)
- «Майерлинг»/Mayerling, Франция (реж. Анатоль Литвак)
- «Новые времена»/Modern Times, США (реж. Чарли Чаплин)
- «Облик грядущего»/H.G.Wells' Things to Come, Великобритания (реж. Уильям Кэмерон Мензис)
- «Окаменелый лес»/The Petrified Forest, США (реж. Арчи Майо)
- «Пламя над Англией»/Fire Over England, Великобритания (реж. Уильям К. Хоуорд)
- «Ромео и Джульетта»/Romeo and Juliet, США (реж. Джордж Кьюкор)
- «Саботаж»/Sabotage, Великобритания (реж. Альфред Хичкок)
- «Сан-Франциско»/San Francisco, США (реж. Вуди Ван Дайк)
- «Секретный агент»/Secret Agent, Великобритания (реж. Альфред Хичкок)
- «Тарас Бульба»/Tarass Boulba, Франция (реж. Алексей Грановский)
- «Триумф воли»/Triumph des Willens, Германия (реж. Лени Рифеншталь)
- «Энтони Несчастный»/Anthony Adverse, США (реж. Мервин Лерой)
- «Элегия Нанива»/浪華悲歌, Япония (реж. Кэндзи Мидзогути)
- «Эти трое»/These Three, США (реж. Уильям Уайлер)

### Советское кино

#### Фильмы Азербайджанской ССР
- Алмас (реж. Ага-Рза Кулиев и Григорий Брагинский).

#### Фильмы БССР
- Девушка спешит на свидание (реж. Михаил Вернер и Сергей Сиделёв).
- Искатели счастья (реж. Владимир Корш-Саблин и Иосиф Шапиро).
- Концерт Бетховена (реж. Владимир Шмидтгоф и Михаил Гавронский).

#### Фильмы Грузинской ССР
- Дарико (реж. Семён Долидзе).

#### Фильмы РСФСР
- «Бесприданница», (реж. Яков Протазанов и Александр Роу)
- «Борцы», (реж. Густав фон Вангенхайм)
- «Вратарь», (реж. Семён Тимошенко)
- «Груня Корнакова», (реж. Николай Экк)
- «Депутат Балтики», (реж. Александр Зархи и Иосиф Хейфиц)
- «Дети капитана Гранта», (реж. Владимир Вайншток)
- «Джульбарс», (реж. Владимир Шнейдеров)
- «Дубровский», (реж. Александр Ивановский)
- «Леночка и виноград», (реж. Антонина Кудрявцева)
- «Мы из Кронштадта», (реж. Ефим Дзиган)
- «О странностях любви», (реж. Яков Протазанов)
- «Партийный билет», (реж. Иван Пырьев)
- «Семеро смелых», (реж. Сергей Герасимов)
- «Случайная встреча», (реж. Игорь Савченко)
- «Тринадцать», (реж. Михаил Ромм)
- «Федька», (реж. Николай Лебедев)
- «Цирк», (реж. Григорий Александров)

## Знаменательные события
Снят первый советский цветной игровой фильм «Груня Корнакова».

## Персоналии

### Родились
- 12 января — Лилиана Кавани, итальянский режиссёр.
- 27 января — Флорин Пьерсик, румынский актёр.
- 15 февраля — Жан-Габриель Альбикокко, французский кинорежиссёр.
- 2 марта — Ия Саввина, советская и российская актриса.
- 8 марта — Януш Станислав Закженский, польский актёр и педагог.
- 14 марта — Бертран Блие, французский кинорежиссёр и сценарист.
- 29 марта — Станислав Говорухин, советский и российский кинорежиссёр.
- 26 апреля — Владислав Дворжецкий, советский актёр театра и кино.
- 1 мая — Даниэль Юйе, французский кинорежиссёр.
- 4 мая — Мед Хондо, мавританский кинорежиссёр, кинопродюсер, сценарист, актёр и монтажёр.
- 17 мая — Деннис Хоппер, американский режиссёр, киноактёр, сценарист, продюсер.
- 18 мая — Виктор Лану, французский актёр.
- 6 июня — Роман Вильгельми, польский актёр.
- 15 июня — Клод Брассёр, французский актёр.
- 22 июня
  - Крис Кристоферсон, американский актёр и бард.
  - Красимир Кюркчийский, болгарский композитор, дирижёр и педагог.
- 29 июня — Резо Габриадзе, грузинский советский киносценарист и кинорежиссёр.
- 27 июля — Георгий Стоянов, болгарский кинорежиссёр, сценарист и актёр.
- 13 августа
  - Виджаянтимала, индийская актриса и танцовщица.
  - Томас Шамони, немецкий кинорежиссёр, продюсер, сценарист и актёр.
- 13 сентября — Неделько Драгич, хорватский кинорежиссёр-аниматор и художник-карикатурист.
- 15 сентября — Лотар Варнеке, немецкий режиссёр, сценарист, актёр и педагог.
- 16 сентября — Михаил Кокшенов, советский и российский киноактёр и режиссёр, Народный артист РФ.
- 29 сентября — Алла Демидова, советская и российская актриса, народная артистка РСФСР.
- 8 октября — Леонид Куравлёв, советский и российский актёр театра и кино, Народный артист РСФСР.
- 9 октября — Эдмонд Кеосаян, советский армянский кинорежиссёр, сценарист.
- 15 октября — Мишель Омон, французский актёр.
- 24 октября — Димитер Оргоцка, народный артист Албании.
- 6 ноября
  - Эмиль Лотяну, советский молдавский кинорежиссёр, сценарист.
  - Леонард Петрашак, польский актёр.
- 8 ноября — Вирна Лизи, итальянская актриса.
- 16 декабря — Светлана Дружинина, советская и российская актриса, режиссёр, сценарист, Народный артист РФ.
- 24 декабря — Анатолий Равикович, советский и российский актёр, Народный артист РСФСР.
- 25 декабря — Исмаил Мерчант, английский кинорежиссёр и кинопродюсер индийского происхождения.
- 29 декабря — Эдуард Марцевич, советский и российский актёр театра и кино, Народный артист России.

### Скончались
- 9 января — Джон Гилберт, американский актёр эпохи немого кино.
- 20 февраля — Макс Шрек, немецкий актёр.
- 14 сентября — Ирвинг Тальберг, американский кинопродюсер.
- 17 октября — Сюзанна Бьянкетти, французская актриса, звезда немого кино.
- 26 ноября — Леопольд Фреголи, итальянский актёр, режиссёр, сценарист, кинооператор. Один из пионеров кинематографа.